# Ловцов, Дмитрий Анатольевич
Ловцов Дмитрий Анатольевич (род. 14 июля 1952, Западная Двина, Великолукская область) — российский ученый в области теории систем, кибернетики и информологии. Доктор технических наук (1997), профессор (2000), заместитель генерального директора по научной работе Института точной механики и вычислительной техники имени С. А. Лебедева Российской академии наук (ИТМиВТ) (с 2011) и заведующий кафедрой информационного права, информатики и математики Российского государственного университета правосудия (с 2004). Главный редактор научно-практического журнала «Правовая информатика». Заслуженный деятель науки Российской Федерации (18.10.2006), почётный работник высшего профессионального образования Российской Федерации (19.01.2011), почётный радист Российской Федерации (04.05.2006).

## Биография
Родился 14 июля 1952 года в городе Западная Двина, Великолукской (ныне Тверской) области.
С 1974 по 1980 год походил службу на руководящих инженерных должностях Центрального узла связи РВСН.
С 1980 по 1982 г., будучи начальником отделения учебной лаборатории Военной академии имени Ф. Э. Дзержинского, руководил созданием автоматизированного имитационного моделирующего комплекса космических радиотехнических систем.
С 1986 по 2022 год состоял в должностях преподавателя, старшего преподавателя, доцента, начальника (1999—2003) кафедры автоматизированных систем управления (АСУ), профессора Военной академии имени Ф. Э. Дзержинского (с 1997 года — Военная академия РВСН имени Петра Великого). Учёное звание «доцент» по кафедре радиотехнических систем присвоено в 1991 г. Учёное звание «профессор» по кафедре автоматизированных систем управления присвоено в 2000 г. В 2003—2007 гг. работал в Военной академии Генерального Штаба Вооруженных Сил в должности старшего научного сотрудника Учебно-научного центра.
С 2003 по 2011 год трудился в ИТМиВТ на должностях начальника отделения, начальника отдела. В 2011 году назначен заместителем генерального директора по научной работе ИТМиВТ.
С 2004 — в Российском государственном университете правосудия (РГУП) в должности заведующего кафедрой информационного права, информатики и математики.
Член редколлегий (редсоветов) научно-практических журналов «Правовая информатика» (с 2016 г., главный редактор), «Информационное право» (с 2004 г.), «Вестник Академии управления и производства» (2016—2021 гг.), «Профессорский журнал. Серия „Технические науки“» (с 2018 г.), «Информатика и образование» (1996—1999 гг.), реферативного журнала «Социальные и гуманитарные науки. Отечественная и зарубежная литература. Серия 4: Государство и право» (с 2018 г.).

## Образование
С 1969 по 1974 год учился по специализации «телеуправление космическими аппаратами» в Военной инженерной академии имени А. Ф. Можайского (с 2012 года — Военно-космическая академия имени А. Ф. Можайского), которую окончил с золотой медалью (научный руководитель — заслуженный деятель науки РСФСР, доктор технических наук, профессор В. Н. Калинин). Ленинский стипендиат (1970—1974 гг.).
В 1979 г. окончил Одинцовский (Московская область) университет марксизма-ленинизма (вечернее отделение) с отличием по специальности «Идеологическая борьба».
С 1982 по 1985 год учился в очной адъюнктуре Военной академии имени Ф. Э. Дзержинского (научный руководитель — заслуженный деятель науки РСФСР, доктор технических наук, профессор Б. И. Глазов).
В 1988 г. окончил Московский общественный институт патентоведения ВОИР (вечернее отделение) с отличием по специальности «Патентоведение». В 1994 г. окончил Институт промышленной собственности и инноватики (вечернее отделение) с отличием по специальности «Патентоведение» (ныне РГАИС). В 1999 г. окончил Факультет православной культуры Военной академии РВСН имени Петра Великого (декан протоиерей Д. Н. Смирнов) по программе «Мировоззрение и культура». В 2008 году окончил Российскую академию правосудия (очно-заочно) с отличием по специальности «Юриспруденция» (ныне РГУП).
Прошёл стажировки в Центре управления полётами КА Минобороны РФ (1990), в Центре защиты информации и специальной связи ФСБ России (2001), в Управлении информатизации и связи Верховного Суда РФ (2016). Прошёл обучение по специальной программе повышения профессиональной квалификации «Преподавание информатики в вузе» в ГОУ «Институт повышения квалификации специалистов профессионального образования» (2009).
Диссертация на соискание учёной степени кандидата технических наук защищена в 1986 г. Диссертация на соискание учёной степени доктора технических наук защищена в 1996 г.

## Научная деятельность
Основал (1991) научную школу проблем системной информатизации управления сложноорганизованными объектами, в которой подготовлено более 80 учёных, включая 15 докторов наук; из них лично подготовил 7 докторов и 35 кандидатов наук как научный руководитель или научный консультант. В работе научной школы по отдельным научным вопросам принимали активное участие известные учёные: действительный член РАРАН и РАЕН доктор технических наук, профессор В. А. Дементьев, заслуженный деятель науки Российской Федерации, действительный член РАРАН доктор технических наук, профессор В. В. Бетанов, заслуженный конструктор Российской Федерации, доктор физико-математических наук, профессор А. В. Князев; лауреат премии Правительства РФ, доктор военных наук, профессор Н. Е. Соловцов; заслуженный деятель науки и техники РСФСР, доктор технических наук, профессор В. В. Омельченко, а также ученики и единомышленники: доктор технических наук, профессор, почетный работник высшего профессионального образования Российской Федерации В. В. Гончаров; заслуженный работник высшей школы Российской Федерации, член-корреспондент РАЕН, доктор технических наук, профессор А. В. Зайцев; доктор технических наук, профессор В. В. Князев; доктор экономических наук, доцент, отличник статистики Российской Федерации М. В. Богданова; доктор технических наук Д. А. Гаврилов и другие.
Разработал новую информационную теорию эргатических систем, теорию защищенности информации в эргасистемах и основы новой теории информационного права. Автор ряда эффективных математических методов, включая методы:
- тест-динамической оптимизации ситуационного упорядочения задач переработки информации в иерархической системе как модифицированный метод последовательного сужения множества целочисленных альтернатив[6];
- распределенной телепереработки информации в иерархической системе как специальный метод целочисленного динамического программирования[7];
- робастного ситуационного функционального контроля состояния летательных аппаратов как специальный метод стохастического программирования, ориентированный на задачу[8];
- ситуационного планирования и прогнозирования процессов обмена привилегированной информацией в неоднородной стационарно-мобильной системе как метод целочисленного программирования, жестко ориентированный на структуру задачи[9];
- телеконтроля бортовых подсистем летательного аппарата как специальный метод булевого стохастического программирования[10].

В 1999—2022 гг. руководил Межвузовским постоянно действующим научным семинаром «Информатизация управления» Военной академии РВСН имени Петра Великого. С 2004 г. руководит Межвузовским постоянно действующим научным семинаром «Информатизация правосудия» РГУП.
Участвовал в национальных проектах создания Межгосударственной системы информационного обеспечения технического регулирования Таможенного союза (2009—2011), Государственной системы изготовления, оформления и контроля паспортно-визовых документов нового поколения (2004—2009), Единой системы автоматизации наземного комплекса управления космическими аппаратами (1982—1995), Общегосударственной АСУ отработкой качества ракетно-космического вооружения (1990—2008), новой информационно-педагогической технологии (1995—2005) и др.
Член докторских диссертационных советов, действующих на базе ИТМиВТ им. С. А. Лебедева РАН (с 2005 г., заместитель председателя), ВА им. Петра Великого (с 1994 г.), Специального НПО «Элерон» (с 2016 г.), Концерна «Системпром» (2004—2016), НПО им. С. А. Лавочкина (2011—2019).
Действительный член (академик) Академии военных наук Российской Федерации (диплом № 01-0616) (2001). Федеральный эксперт научно-технической сферы (свидетельство 01-02149) Минобрнауки РФ (с 2012 г.).

## Основные труды
Проф. Д. А. Ловцов является автором более 600 научных работ, в том числе 20 монографий, в сфере управления национальной безопасностью, в космонавтике, в ракетостроении, в педагогике, в экономике, в военном деле, в правоведении. Среди них:
- Ловцов Д. А. Информационная теория эргасистем. Тезаурус: Монография. М.: Наука, 2005. 248 c. ISBN 5-02-033779-X.
- Ловцов Д. А. Информационная теория эргасистем: Монография. М.: Росс. гос. ун-т правосудия, 2021. 314 с ISBN 978-5-93916-887-8.
- Ловцов Д. А. Теория защищенности информации в эргасистемах: Монография. М.: Росс. гос. ун-т правосудия, 2021. 276 с. ISBN 978-5-93916-896-0.
- Ловцов Д. А. Системология правового регулирования информационных отношений в инфосфере : Монография. М.: Росс. гос. ун-т правосудия, 2016. 316 с. ISBN 978-5-93916-505-1
- Ловцов Д. А. Терминология информационной теории АСУ // Военный энциклопедический словарь РВСН / Гл. ред. И. Д. Сергеев. М.: Большая Российская энциклопедия, 1999. — С. 16, 40, 48, 210—213, 226, 405, 478, 516, 577, 595, 605. (632 с.) ISBN 5-85270-315-X
- Ловцов Д. А. Введение в информационную теорию АСУ: Монография. — М.: ВА им. Петра Великого, 1996. 434 c.
- Ловцов Д. А. Системология информационных правоотношений: Монография. М.: Росс. акад. правосудия, 2008. 233 с.
- Информатизация управления: Монография / Под ред. Д. А. Ловцова. М.: ВА им. Петра Великого, 2003. 263 c.
- Ловцов Д. А., Гаврилов Д. А. Моделирование оптико-электронных систем дистанционно пилотируемых аппаратов: Монография. — М.: Технолоджи-3000, 2019. — 164 с. ISBN 978-5-94472-036-8
- Ловцов Д. А., Сергеев Н. А. Управление безопасностью эргасистем: Монография / Под ред. Д. А. Ловцова, 2-е изд., испр. и доп. М.: РАУ — Университет, 2001. 224 c. — ISBN 5-86014-131-9.
- Финансовая математика: Монография / Д. А. Ловцов, М. В. Богданова, Н. А. Сергеев, и др. Под ред. Ю. М. Осипова, Р. М. Нижегородцева. М.: ТЕИС — МГУ, 2001. — 416 с. (С. 378—401). — ISBN 5-7218-0327-4.
- Россия-2000. Современная политическая история (1985—1999 гг.). Т. 1. Хроника и аналитика / Л. И. Абалкин, Р. Г. Абдулатипов, Д. А. Ловцов и др. Под общ. ред. А. И. Подберезкина. М.: РАУ — Университет, 2000. 1144 c. (С. 1004—1008). — ISBN 5-86014-122-X.
- Ловцов Д. А., Бетанов В. В. и др. Методологические вопросы теории АСУ сложными динамическими объектами: Монография. М.: Минобороны РФ, 1996. 232 с.
- Lovtsov D. A. Situation planning of the measurement data processing in a control system network // Проблемы управления и информатики. НАН Украины. 1995. № . 239—247.
- Lovtsov D. A., Informational Indices of the Efficiency of Control Systems for Complex Dynamic Objects, Automation and Remote Control (USA), Vol. 55, No 12, Part 2, p. 1824—1829 (1995).
- Lovtsov D. A., Models for Measuring the Information Resource of a Computerized Control System, Automation and Remote Control(USA), Vol. 57, No 9, Part 1, p. 1221—1232 (1996).
- Lovtsov D. A., Karpov D. S. Dynamic Planning of Navigation Determinations of Airspace and Missile Objects in an Automated Flight Test Control System // Solar System Research RAS. — 2011. — V. 45. — № 7. — Р. 645—651.
- Lovtsov D. A., Loban A. V. An effective new technology for the distributed processing of measurement data by S/C automated control system // Solar System Research. RAS. — 2015. - V. 49. — № 7. - Р. 614—620.
- Lovtsov D. A., Panyukov I. I., A New Informational Technology for Computer-Aided Planning of the Determination of the Parameters of Complex Dynamic Objects, Automation and Remote Control (USA), Vol. 56, No 12, Part 1, p. 1687—1697 (1995).
- Buryi A. S., Loban A. V., Lovtsov D. A. Сompression Models for Arrays of Measurement Data in an Automatic Control System, Automation and Remote Control(USA), Vol. 59, No 5, Part 2, p. 613—631 (1998).
- Gavrilov D. A., Lovtsov D. A. А New Effective Processing Technology for Visual information in the Automated Optoelectronic Systems of Ground-Space Monitoring // Solar System Research RAS. - 2021. — Vol. 55. — No 7. — P. 754—764.
- Gavrilov D. A., Lovtsov D. A. Automated Visual Information Processing Using Artificial Intelligence, Scientific and Technical Information Processing (BRD), Vol. 48, No 6, p. 436—445 (2021).
- Knyazev V. V., Lovtsov D. A. Situation Oriented Planning of Protected Processing of the Measurement Information in the Automated Control Systems of Testing of Complex Dynamic Objects, Automation and Remote Control (USA), Vol. 59, No 9, Part 2, p. 1336—1346 (1998).
- Loban A. V., Lovtsov D. A. Distributed Processing of Telemetric Data from Complex Dynamic Objects, Automation and Remote Control (USA), Vol. 56, No 5, Part 2, p. 738—746 (1995).
- Ловцов Д. А. Системология правового регулирования информационных отношений в инфосфере: архитектура и состояние // Государство и право. — 2012. — № 8. — С. 16 — 25.
- Ловцов Д. А. Теория информационного права: базисные аспекты // Государство и право. — 2011. — № 11. — С. 43 — 51.

## Преподавательская деятельность
В 1982—2022 принимал деятельное участие в работе кафедры АСУ Военной академии РВСН имени Петра Великого.
С 2004 г. по н.в. руководит кафедрой информационного права, информатики и математики РГУП. Автор оригинальной концепции магистерской подготовки в области информационного права и соответствующего учебного пособия «Информационное право» — ISBN 978-5-93916-270-8. Методологической основой концепции является авторский вариант комплексного ИКС-подхода («информационно-кибернетически-синергетического»). Член Российского профессорского собрания (с 2018 г.).
Автор более 70 учебных и учебно-методических работ, в том числе 7 учебников и словарей, включая:
- Программно-математическое обеспечение АСУ космическими аппаратами: Учебник / Под ред. Д. А. Ловцова . — М.: ВА им. Петра Великого, 1995. — 412 c.
- Королёв В. Т., Ловцов Д. А., Радионов В. В., Квачко В. Ю. Информатика и математика для юристов: Учебник для вузов / Под ред. Д. А. Ловцова . М.: «Высшая школа», 2008. — 308 c. ISBN 978-5-06-005945-8.
- Ловцов Д. А., Богданова М. В., Лобан А. В., Паршинцева Л. С. Статистика (компьютеризированный курс): Учебник для вузов / Под ред. проф. Д. А. Ловцова. — М.: Росс. гос. ун-т правосудия, 2020. — 400 с. ISBN 978-5-93916-834-2.

## Семья
Отец — Анатолий Андреевич Ловцов (1924—1990), участник Великой Отечественной войны 1941—1945 гг. (Воронежский фронт, два ранения), впоследствии полковник. Мать, Александра Васильевна (1929—2007) — журналист, режиссёр и педагог. Воспитывался до четырёх лет бабушкой по матери Агафьей Ермолаевной Соколовой из дворянского рода Соколовых (по отцу) и древнего дворянского рода Бернацких (по матери), родной сестрой известного советского военного врача Соколова Андрея Ермолаевича, участника Великой Отечественной войны 1941—1945 гг. (Южный фронт, Битва за Кавказ).
В 1978 г. женился на Ирине Александровне Колесниковой, студентке Московского областного педагогического института им. Н. К. Крупской; в 1979 г. родился сын Андрей.

## Награды
Награждён медалями: «В память 850-летия Москвы» (Указ Президента РФ от 26.02.1997), «За отличие в воинской службе» 1-й степени (От имени Президента РФ Приказ МИнобороны РФ от 15.12.1993 № 352), «За укрепление боевого содружества» (Приказ Гендиректора ФАПСИ от 10.12.2001 г. № 0591), «За усердие» 2-й степени (Приказ Минюста РФ от 03.08.2012 № 1003-лс.) и другими, а также памятным нагрудным знаком «10 лет ФАПСИ» (Приказ Гендиректора ФАПСИ от 02.08.2002 г. № 0379).
Изобретатель СССР (1988). Победитель Всероссийского конкурса на лучшую научную книгу 2021 года в номинации «Информационные технологии» («Информационная теория эргасистем»), лауреат 2016 года в номинации «Юриспруденция» («Системология правового регулирования информационных отношений в инфосфере») и 2020 года в номинации «Информационные технологии» («Статистика (компьютеризированный курс)»). Дважды лауреат премий РВСН в области науки (2004, 2007). Награждён памятными медалями «10 лет Российской академии правосудия» (2013), «100 лет Верховному Суду России» (2022).
Почётный профессор Военной академии РВСН имени Петра Великого (2012), лауреат премии Минобороны РФ в области образования (2009).